# Hemodynamiek

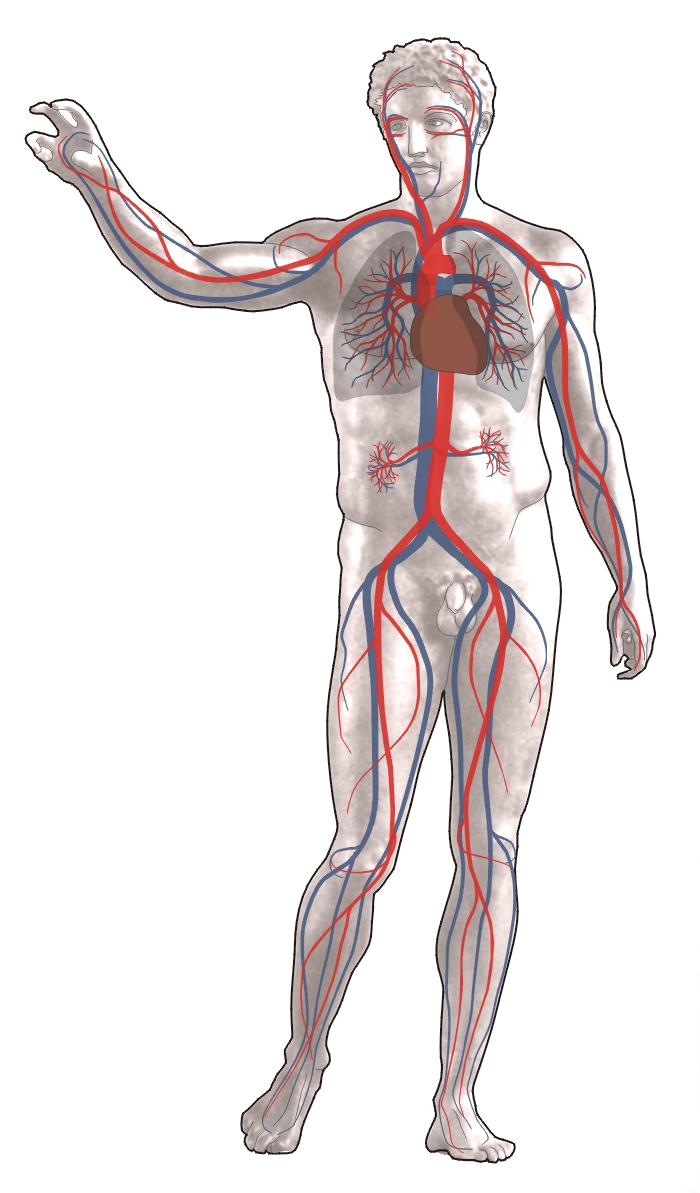
De bloedsomloop

Hemodynamica, of hemodynamiek (de 'bloedbewegingsleer'), is de studie van de mechanische eigenschappen van de bloedstroom in het hart en vaatstelsel. Met mechanische eigenschappen worden (in cijfers uitgedrukte) grootheden bedoeld als drukverschillen, impedantie, totale perifere vaatweerstand, traagheid en compliantie. 
Hemoreologie ('de bloedstroomleer') is de studie van de fysische eigenschappen van de bloedstroom in het hart en vaatstelsel en als zodanig, samen met de hemodynamica, onderdeel van de biofysica. Bij fysische eigenschappen gaat het om (eveneens gekwantificeerde) parameters als viscositeit, bloeddichtheid, elasticiteitsmodulus en vervormbaarheid en aggregatie van rode bloedcellen. 
Bij de studie van de bloedsomloop worden de mechanische en fysische eigenschappen zelden volledig afzonderlijk bekeken. Strikt genomen zijn de termen geen synoniemen, maar ze kunnen in de praktijk ook niet los van elkaar worden gezien.

## Studie van de bloedstroom
Voor organismen boven een bepaalde omvang, is alleen diffusie niet langer toereikend voor een efficiënte stofwisseling. Deze organismen beschikken over een hart- en vaatstelsel om via het bloed benodigde stoffen aan te voeren en afvalstoffen af te voeren. Dit geldt eveneens voor het aan- en afvoeren van warmte. De snelheid van de stofwisseling is bepalend voor de snelheid van de bloedstroom. Weefsels kunnen de bloedvoorziening lokaal of in zijn algemeenheid beïnvloeden. Dit proces wordt autoregulatie genoemd. Middels lokale autoregulatie kunnen de weefsels de doorbloeding nauwkeurig bijstellen door de bloedvaten nauwer of wijder te maken naargelang hun metabole behoefte (respectievelijk vasoconstrictie en vasodilatatie). Bij algemene autoregulatie wordt de gehele bloedsomloop beïnvloed. Bijvoorbeeld door verhoogde afgifte van adrenaline door de bijnier wordt de bloedsomloop versneld omdat het hart sneller en krachtiger gaat pompen en de vaten (gemiddeld) vernauwen.

### Het hart

linkerhart (rood) en rechterhart (blauw)

Het hart vervult de grootste pompfunctie van de bloedsomloop. Bij iedere volledige doorstroming van het lichaam passeert het bloed tweemaal het hart. In feite bestaat het hart uit twee in serie geschakelde pompen die eenzelfde debiet leveren, maar onder verschillende drukomstandigheden werken. Het rechter deel (rechterhart) vervult de pompfunctie van de longcirculatie (kleine bloedsomloop). Het linker deel (linkerhart) vervult de pompfunctie van de systemische circulatie (grote bloedsomloop). Door de samentrekkingen van het hart krijgt de bloedstroom een pulserend karakter. Deze eigenschap wordt door de slagaderen omgezet in een gestage bloedstroom waardoor een efficiënte uitwisseling van stoffen ter hoogte van de haarvaten in de weefsels plaats kan vinden.

### De bloedvaten

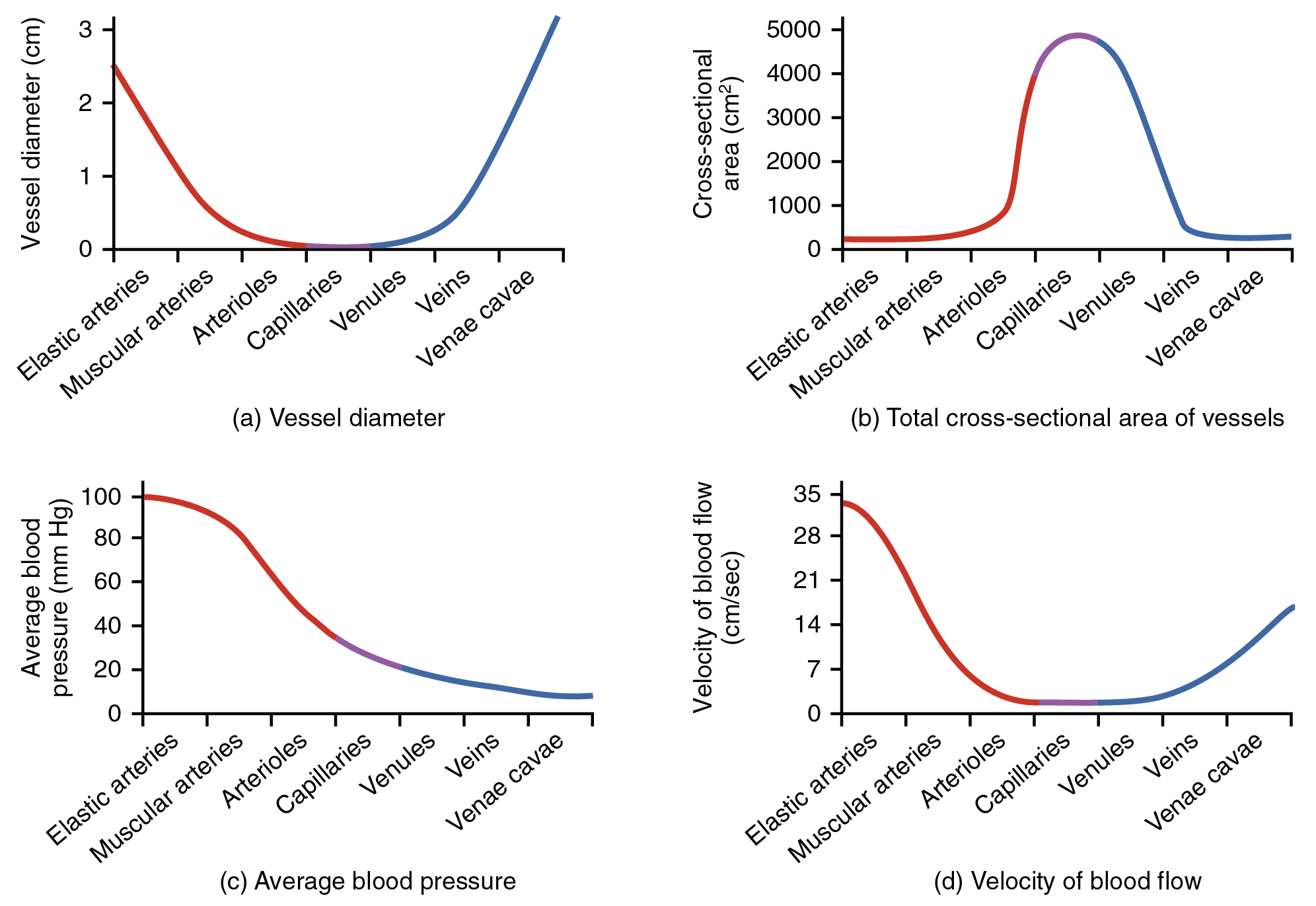
Verhoudingen tussen bloedvaten

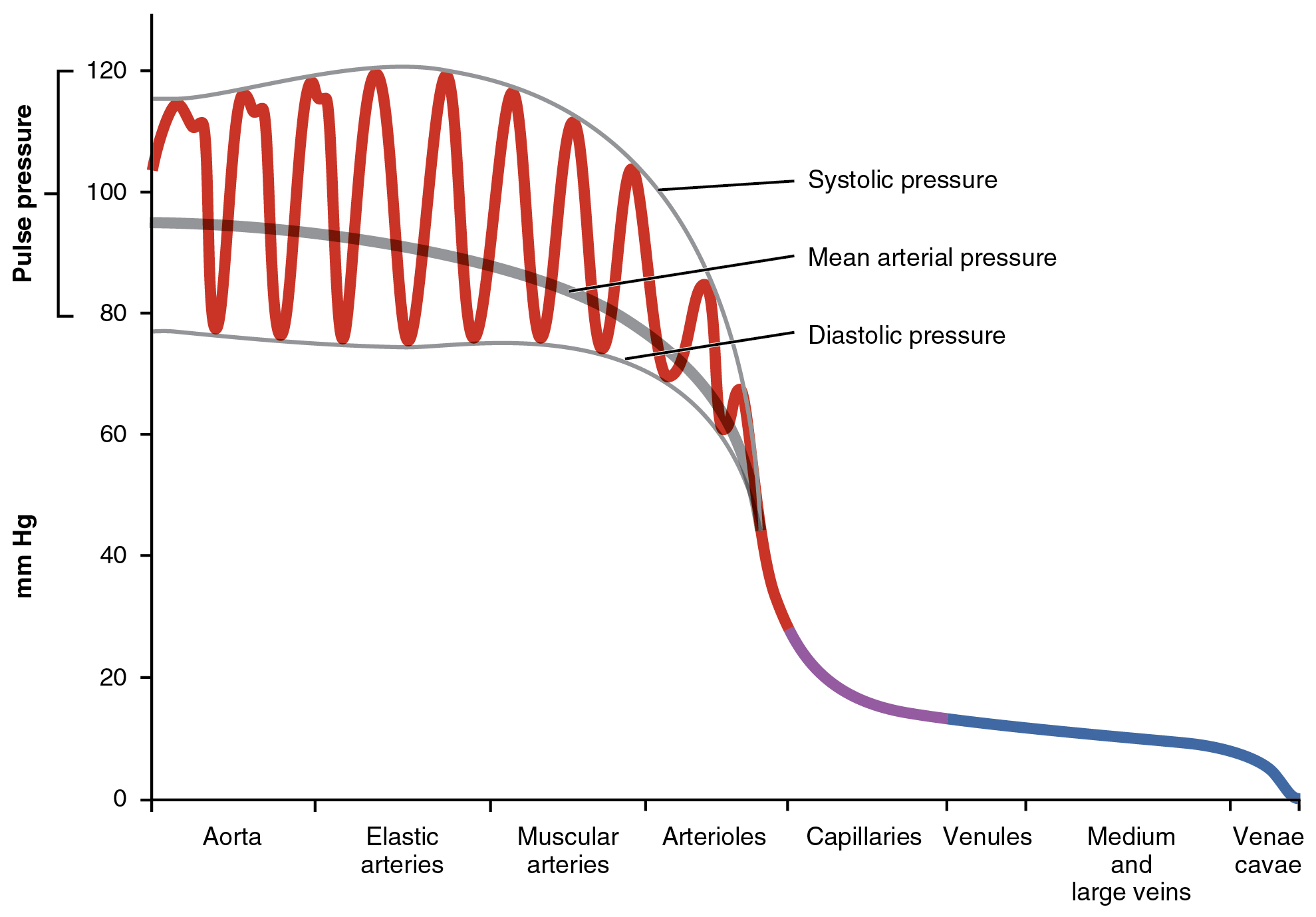
Systemisch bloeddrukverloop

De verschillende soorten bloedvaten vervullen ook verschillende functies binnen het lichaam. De grote slagaders hebben een geleidings- en buffer- (schokopvangers)functie: ze moeten het pulsatiele (hortende) karakter van de bloedstroom (als gevolg van de samentrekkingen van het hart) omzetten in een gestage bloedstroom en daarbij zo min mogelijk druk verliezen. Zij worden daarom de geleidingsvaten genoemd. Om dit te kunnen doen hebben ze een grote dwarsdoorsnede en een elastische vaatwand. Het opvangen en uitspreiden van de druk en flow wordt het windkessel-effect (windketeleffect) genoemd. De arteriolen (kleine slagaders) zijn zeer gespierd en vervullen een (regulerende) weerstandsfunctie. Door vasoconstrictie en vasodilatatie kunnen ze de bloedvoorziening naar de betreffende weefsels naar behoefte instellen. Zij worden daarom ook wel de weerstandsvaten genoemd. De haarvaten (capillairen) hebben een zeer dunne vaatwand en een zeer kleine diameter zodat diffusie kan plaatsvinden. De haarvaten en de venulen worden samen de uitwisselingsvaten genoemd. De druk is inmiddels zeer laag geworden door onder andere de grote weerstand van de arteriolen. De aders (de venulen en de venen) hebben een grotere diameter dan de slagaders, waardoor ze het bloed onder lage druk terug naar het hart kunnen voeren. Bovendien kan er door deze grotere diameter (en dus groter volume) relatief veel bloed worden opgeslagen in het veneuze stelsel, vandaar de naam capaciteitsvaten voor de venen.

### Het bloed

Gecentrifugeerd bloed

Het bloed bestaat uit plasma en cellen. De effecten van de bestanddelen van het bloed op de bloedstroom worden bestudeerd in de hemo-reologie. Het hematocriet, de vervormbaarheid van de bloedcellen en de aggregatie van rode bloedcellen hebben bijvoorbeeld een groot effect op de viscositeit van het bloed. De viscositeit op zijn beurt heeft weer een groot effect op de manier waarop bloed stroomt.

## Factoren die de bloedstroom beïnvloeden
Bij de analyse van de bloedstroom is er een groot verschil tussen de gestage flow (Engels: Steady flow) en de oscillerende flow (Engels: Oscillatory flow). Over het algemeen wordt in de hemoreologie vooral de steady flow en in de hemodynamica vooral de oscillatory flow bestudeerd. Womersley's oscillerende flow theorie maakt hierop een uitzondering.

### Hemoreologische factoren
De bloedstroom wordt beïnvloed door een groot aantal fysische factoren. In grote lijnen wordt de hemoreologie beschreven door de wet van Hagen-Poiseuille die naar analogie van de wet van Ohm geschreven kan worden als:
{\displaystyle Q={\dfrac {\Delta P}{R}}}
Daarbij is Q de stroomsterkte van het bloed (of kortweg flow), ΔP de drukval over het gemeten traject en R de weerstand van het bloedvat. 
In feite is dit een overgesimplificeerde afleiding van de uit de numerieke stromingsleer (Engels: Computational Fluid Dynamics, CFD) bekende Navier-Stokesvergelijkingen.
Lokale autoregulatie van de druk en de flow gebeurt door het aanpassen van de weerstand. 
Factoren waar de weerstand in hoofdzaak van afhangt zijn de interne diameter (2ri) en lengte (l) van het bloedvat, en de viscositeit (η) van het bloed.
{\displaystyle R={\dfrac {8\eta l}{\pi r_{i}^{4}}}}
De wet van Hagen-Poiseuille wordt daarom vaak geschreven als:
{\displaystyle Q={\dfrac {\Delta P\pi r_{i}^{4}}{8\eta l}}}

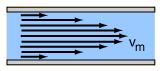
Laminair flow-profiel.

Daarbij worden de volgende aannames gedaan:
- Het bloedvat is stijf, recht en uniform.
- De viscositeit van het bloed is constant.
- De flow is laminair en gestaag (niet pulsatiel).
- De flow slipt niet ter hoogte van de wand.

Aan deze voorwaarden wordt in vivo nooit voldaan. Deze formule is daarom niet direct toepasbaar om de exacte waarden te bepalen. Wel kan het een idee geven hoeveel de andere variabelen veranderen als men er een aanpast. Voor de gehele bloedsomloop is een variant van de eerste formule wel van toepassing. Het hartminuutvolume (Cardiac Output, CO) is gelijk aan de gemiddelde slagaderlijke druk (Mean Arterial Pressure, MAP) gedeeld door de totale perifere vaatweerstand (Total Peripheral Resistance, TPR). Eigenlijk hoort de druk in het rechteratrium van de MAP te worden afgetrokken, maar omdat deze relatief zeer klein is, wordt de term meestal weggelaten.
{\displaystyle \mathrm {CO} ={\dfrac {\mathrm {MAP} }{\mathrm {TPR} }}}
De stroomsnelheid van het bloed moet onderscheiden worden van stroomsterkte. De flow en het hartminuutvolume zijn maten van stroomsterkte en worden uitgedrukt in eenheden van volume per eenheden van tijd. De stroomsterkte (Q) gedeeld door de oppervlakte van de dwarsdoorsnede van een bloedvat (A) geeft de gemiddelde stroomsnelheid (v) en wordt uitgedrukt in eenheden van lengte per eenheden van tijd.
{\displaystyle v={\dfrac {Q}{A}}}
De stroomsnelheid in een bloedvat is niet gelijkmatig verdeeld en het profiel hangt voornamelijk af van de vaatdiameter en de mate van turbulentie. Voor turbulentiestudies wordt veelal het getal van Reynolds (Re) gebruikt.
{\displaystyle \mathrm {Re} ={\dfrac {2r_{i}\rho v}{\eta }}}
Grofweg kan men turbulente flow verwachten als de waarde van Re boven de 2200 komt.
Stroomsnelheden en turbulente flow vinden onder andere hun belang bij studies van hartklepafwijkingen en vaatvernauwingen. De viscositeit van het bloed en de visco-elasticiteit van het bloed en de vaatwand, worden onder andere bestudeerd bij bloedafwijkingen.

### Hemodynamische factoren
In het slagaderlijke vaatstelsel is de bloedstroom zelden gestaag. Het verschil tussen gestage en oscillerende (pulsatiele) bloedstroom kan vergeleken worden met het verschil tussen gelijkstroom en wisselstroom uit de elektriciteitsleer. Vanwege de lengte van het slagaderlijke vaatstelsel vertoont het veel gelijkenissen met een transmissielijn. 
 Omdat de vaten een bepaalde compliantie hebben en het bloed een bepaalde traagheid heeft kan bij een oscillerende bloedstroom de flow niet langer bepaald wordt door druk gedeeld door weerstand. Bij een oscillerende bloedstroom kunnen alleen deelsignalen van druk en flow uit dezelfde harmonische met elkaar in direct verband gebracht worden. Daarvoor moet eerst een Fourieranalyse van de signalen worden uitgevoerd. Het verband tussen druk en flow, een frequentieafhankelijke mechanische weerstand, is de impedantie. 
Om de impedantie ({\displaystyle Z}) van het vaatstelsel te berekenen zoals die vanuit het hart gezien wordt is het zinvol om een elektrisch analogon daarvoor te gebruiken. De inertie van het bloed (vergelijkbaar met de zelfinductie van een elektrische spoel, L), de compliantie van de vaten (vergelijkbaar met een elektrische capaciteit van een condensator, C), de weerstand van de vaten (vergelijkbaar met elektrische weerstand van een weerstandscomponent, R) en de hartslagfrequentie (f, ω = 2πf) zijn dan de gebruikte componenten waarmee een elektrisch vervangschema opgesteld kan worden. 
{\displaystyle R={\dfrac {8\eta l}{\pi r_{i}^{4}}}}
{\displaystyle L={\dfrac {\rho l}{\pi r_{i}^{2}}}} 

{\displaystyle C={\dfrac {\Delta V}{\Delta P}}\approx {\dfrac {k\pi r_{i}^{3}}{E_{inc}h}}}  (Voor k kan in de literatuur de waarde 1,5 en 2 worden teruggevonden.)
Einc staat daarbij voor de incrementele elasticiteitsmodulus (de Young modulus) van de vaatwand. De elasticiteitsmodulus krijgt de toevoeging incrementeel omdat het verband tussen spanning (stress, σ) en rek (strain, ε) niet lineair is in biologische weefsels. 
Voor de bepaling van de complexe impedantie wordt gebruikgemaakt van complexe getallen. De reactantie (X) is het imaginair deel van de complexe impedantie die staat voor de mate van tegenstand van het systeem aangaande veranderingen van flow of druk. De reactantie en de complexe impedantie worden gegeven door:
{\displaystyle X={\mathfrak {Im}}(Z)}
{\displaystyle X=X_{traagheid}-X_{compliantie}}
{\displaystyle Z=R+jX}
Voor de Weerstand:                  {\displaystyle X(\omega )=0}   en   {\displaystyle Z(\omega )=R}
Voor de Traagheid (Inductantie):    {\displaystyle X(\omega )=\omega L}   en   {\displaystyle Z(\omega )=j\omega L}
Voor de Compliantie (Capacitantie): {\displaystyle X(\omega )={\dfrac {-1}{\omega C}}}   en   {\displaystyle Z(\omega )={\dfrac {1}{j\omega C}}} (Dit is de transversale impedantie, ZT)
De impedanties van de weerstand en de traagheid samen vormen de longitudinale impedantie (ZL).
{\displaystyle Z_{L}=R+j\omega L}
De transversale impedantie (ZT) wordt gegeven door de impedantie van de compliantie.
De karakteristieke impedantie (ZC) is de impedantie van het systeem in een reflectieloze toestand. Deze wordt in het frequentiedomein benaderd door de druk en flow uit de hogere harmonischen (4 Hz en hoger) te delen of in het tijddomein door de helling van de upstroke van de drukgolf te delen door de helling van de upstroke van de flow-golf. In het vroege begin van de polsgolf is er namelijk nog geen significante reflectie aanwezig. Ook kan de ZC voor grote vaten zoals de aorta (waar de weerstand laag is) uitgerekend worden met behulp van de (ZL) en de (ZT) per lengte eenheid (respectievelijk Z'L en Z'T). Dit kan worden herschreven naar een formule met andere grootheden die makkelijker zijn te bepalen. Daarbij staat CA voor de oppervlaktecompliantie.
{\displaystyle Z_{C}={\sqrt {Z_{L}'\cdot Z_{T}'}}={\sqrt {\dfrac {L'}{C_{A}}}}={\sqrt {\dfrac {\rho \cdot \Delta P}{\Delta A\cdot A}}}}
De ingangsimpedantie beschrijft het te meten systeem volledig. Deze kan goed benaderd worden met het vier elementen windketelmodel, bestaande uit een weerstand, een compliantie, een karakteristieke impedantie en een traagheid. In het frequentiedomein is bij 0 Hz de ingangsimpedantie gelijk aan de weerstand. Bij hogere harmonischen (4 Hz en hoger) is de ingangsimpedantie ongeveer gelijk aan de karakteristieke impedantie. In geleidingsvaten is de karakteristieke impedantie een reëel getal en kan dan benaderd worden met behulp van de polsgolfsnelheid (PWV).
{\displaystyle Z_{C}={\dfrac {\rho \cdot PWV}{A}}}

#### Het arteriële windketelmodel
Het oorspronkelijke windketelmodel van de fysioloog Otto Frank bevat twee elementen: Een compliantie en een weerstand. De compliantie wordt daarin voorgesteld als de "drukverspreider" of "windketel" (Duits: Windkessel) voor een brandweerpomp. Dit element zorgt ervoor dat het pulsatiele karakter van de bloedstroom wordt omgezet in een meer constante flow. De weerstand wordt voorgesteld als de spuitkop van de brandweerslang die de flow kan bijstellen. Voor hogere harmonischen gaat de ingangsimpedantie in dit model echter naar nul. In bloedvaten gaat de ingangsimpedantie naar de karakteristieke impedantie. Deze werd later aan het model toegevoegd in de vorm van een weerstand voor de compliantie (het drie elementenmodel). Voor hogere harmonischen (4 Hz en hoger) wordt de impedantie benaderd door een weerstand (de kleine r in de elektrische schakelschema's) omdat de fasehoek (φ) naar nul gaat. Voor lagere frequenties is dit niet het geval. Zodoende wordt in sommige gevallen ook een traagheid geïntroduceerd (het vier elementenmodel) om hiervoor te corrigeren. De impedantie uit dit model komt zeer goed overeen met het verloop van de werkelijke ingangsimpedantie. Uit praktische overwegingen wordt toch vaak gebruikgemaakt van het drie elementenmodel. Deze komt voor de meeste studies voldoende overeen met de werkelijkheid.

Windkessel-model
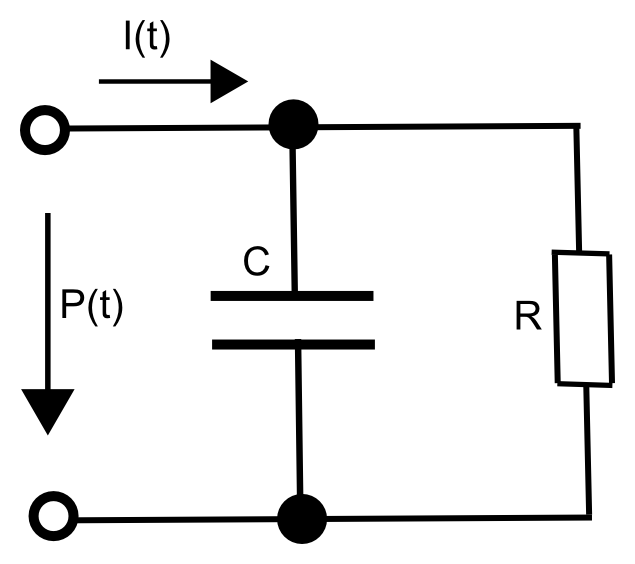
Elektrisch schakelschema 2 elementen windketelmodel
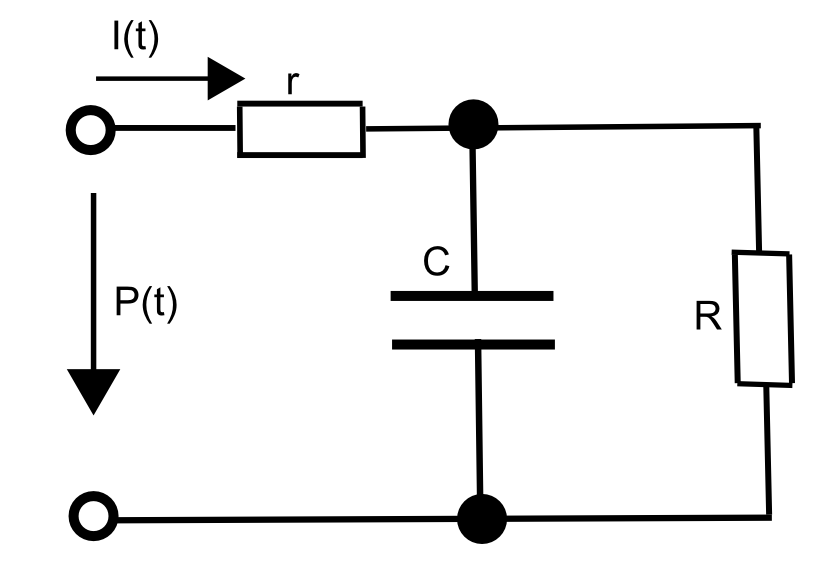
Elektrisch schakelschema 3 elementen windketelmodel
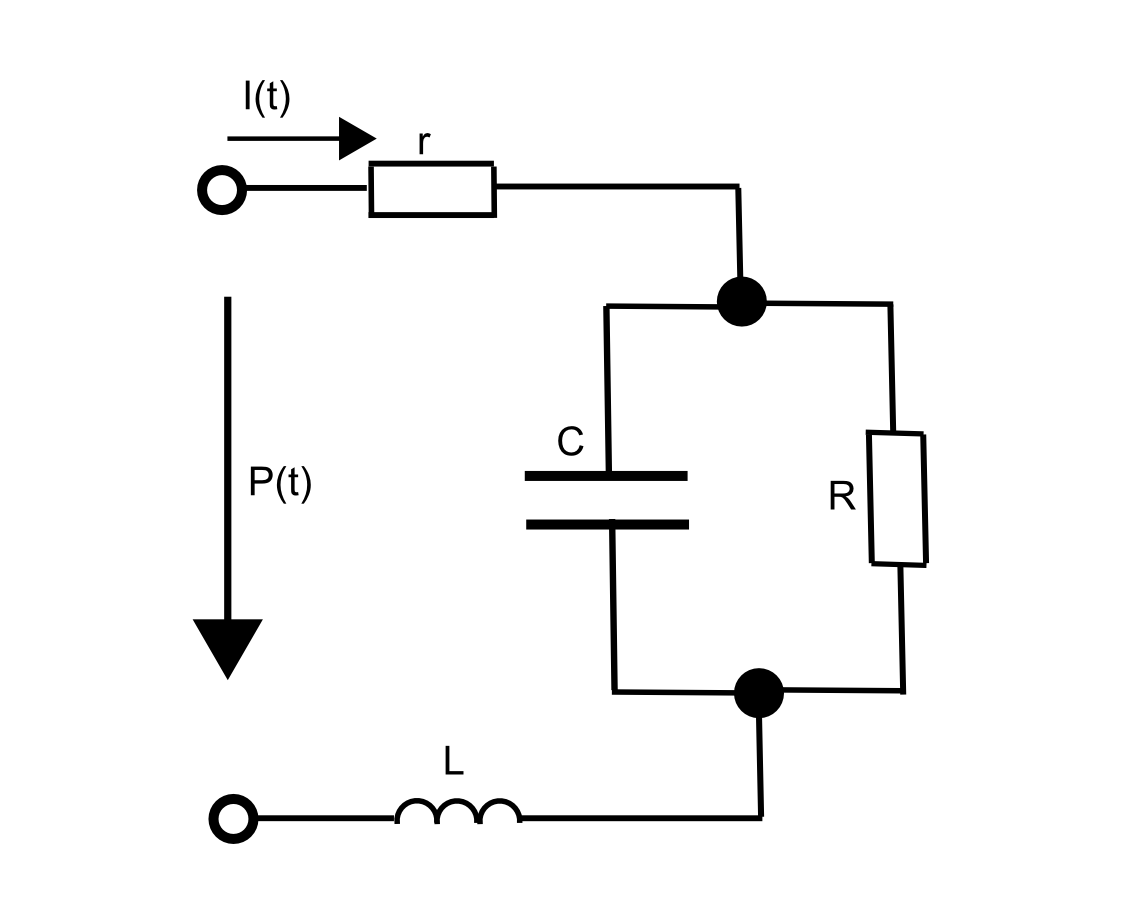
Elektrisch schakelschema 4 elementen windketelmodel
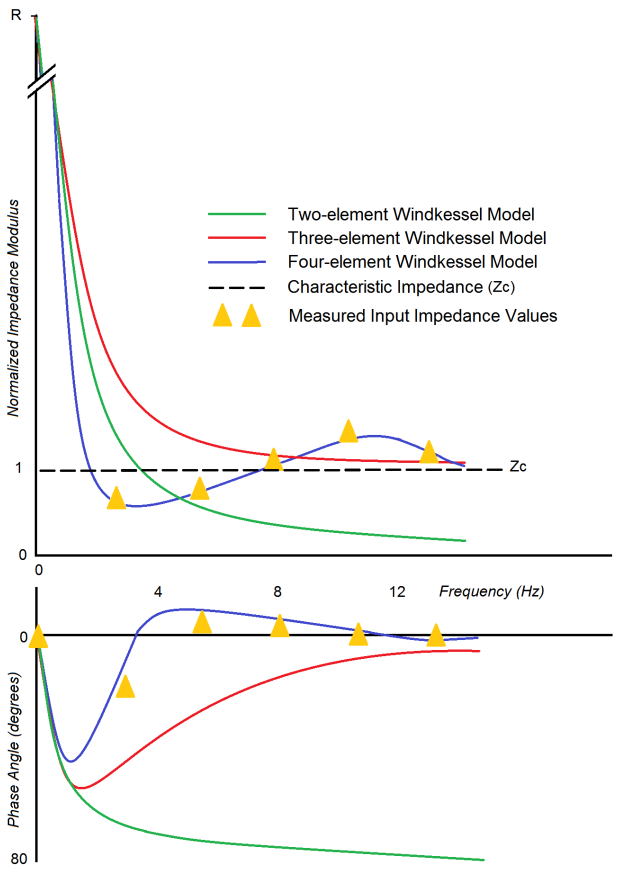
Theoretische weergave van ingangsimpedantie en fasehoeken van verschillende windketelmodellen.

#### Polsgolfanalyse en polsgolfsnelheid
Voor de kliniek zijn het windkessel-model en de hemoreologische benadering niet praktisch. Veel van de variabelen kunnen namelijk in vivo niet nauwkeurig genoeg bepaald worden. Om toch hemodynamische parameters te bepalen die ook in de kliniek van toepassing zijn, zijn in de laatste decennia technieken ontwikkeld voor polsgolfanalyse (PWA) en de bepaling van de polsgolfsnelheid (PWV). Uit de polsgolfanalyse kunnen parameters worden afgeleid als de centrale bloeddruk, augmentatie-index en reflexiegrootte. De polsgolfsnelheid heeft een direct verband met de vaatwandstijfheid en dus ook de compliantie. Het verband met de stijfheid blijkt uit de Moens-Kortewegvergelijking:
{\displaystyle PWV={\sqrt {\dfrac {E_{inc}h}{2r_{i}\rho }}}}
Bramwell en Hill hebben deze formule uit praktische overwegingen omgezet naar:
{\displaystyle PWV={\sqrt {\dfrac {\Delta P\cdot V}{\Delta V\cdot \rho }}}={\sqrt {\dfrac {V}{C\cdot \rho }}}}
Deze formule geeft het reciproque verband tussen de polsgolfsnelheid en de compliantie (ΔV/ΔP) van een arterie.

## Index van symbolen
- Q:  Flow.
- ΔP: Drukval of drukverandering.
- V:  Volume
- ΔV: Volumeverandering.
- R:  Weerstand.
- L:  Traagheid (inertie, inductantie).
- C:  Compliantie. Zonder verdere aanduiding volumecompliantie.
- CA: Oppervlaktecompliantie. Dit is volumecompliantie per lengte-eenheid.
- Z:  Impedantie.
- ρ:  Dichtheid van bloed. (Ongeveer 1,06 g/cm3.)
- η:  Viscositeit.
- Einc:  Incrementele elastische modulus (maat van stijfheid).
- h:  Wanddikte van het bloedvat.
- l:  Lengte van het systeem.
- ri:  Inwendige straal (radius) van het bloedvat.
- A:  Oppervlakte van de dwarsdoorsnede van het bloedvat.
- Re:  Getal van Reynolds.
- CO:  Hartminuutvolume.
- MAP: Gemiddelde slagaderlijke druk.
- TPR: Totale perifere vaatweerstand.
- ω:   Hoekfrequentie van de hartslag.
- f:   Hartslagfrequentie.
- v:   Gemiddelde stroomsnelheid van het bloed.
- PWV: Polsgolfsnelheid.